# Mesocapromys auritus
Mesocapromys auritus és una espècie de mamífer rosegador de la família de les huties. És endèmica de l'illa de Cayo Fragoso (Cuba). Es tracta d'un animal que construeix refugis comunals als arbres de manglar. El seu únic hàbitat natural són els manglars. Està amenaçada per la caça il·legal duta a terme per pescadors.